# Außernzell
Außernzell este o comună aflată în districtul Deggendorf, landul Bavaria, Germania.